# Auguste Collomb
Pour les articles homonymes, voir Collomb.
Auguste Collomb, né le 16 mars 1902 au hameau de Rougemont à Aranc, en France, est un résistant français des maquis de l'Ain et du Haut-Jura durant la Seconde guerre mondiale. Particulièrement actif dans la résistance de Saint-Rambert-en-Bugey, il meurt fusillé le 21 avril 1944 à la prison Saint-Paul à Lyon.

## Biographie

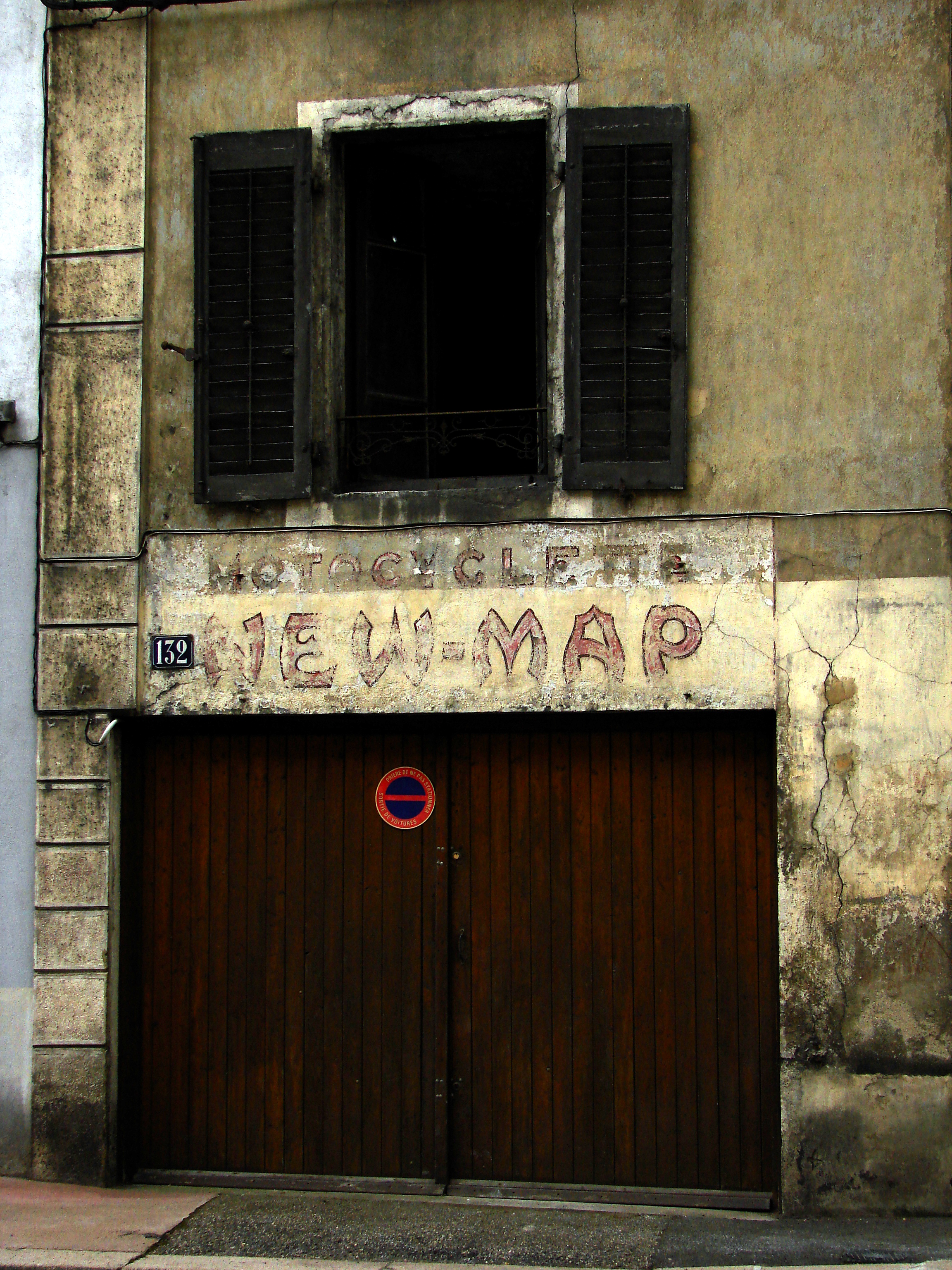
L'enseigne New Map de la boutique de cycles d'Auguste Collomb, rue Michel-Temporal, anciennement Grande Rue, à Saint-Rambert-en-Bugey.

Il était mécanicien en cycles au 132 de la Grande rue (par la suite la rue Michel-Temporal) à Saint-Rambert-en-Bugey. 
Il avait été arrêté par la police française le 6 avril 1944 à Saint-Rambert-en-Bugey. C'est le dernier fusillé de la prison Saint-Paul.

### Plaque(s) commémorative(s) de la prison Saint Paul

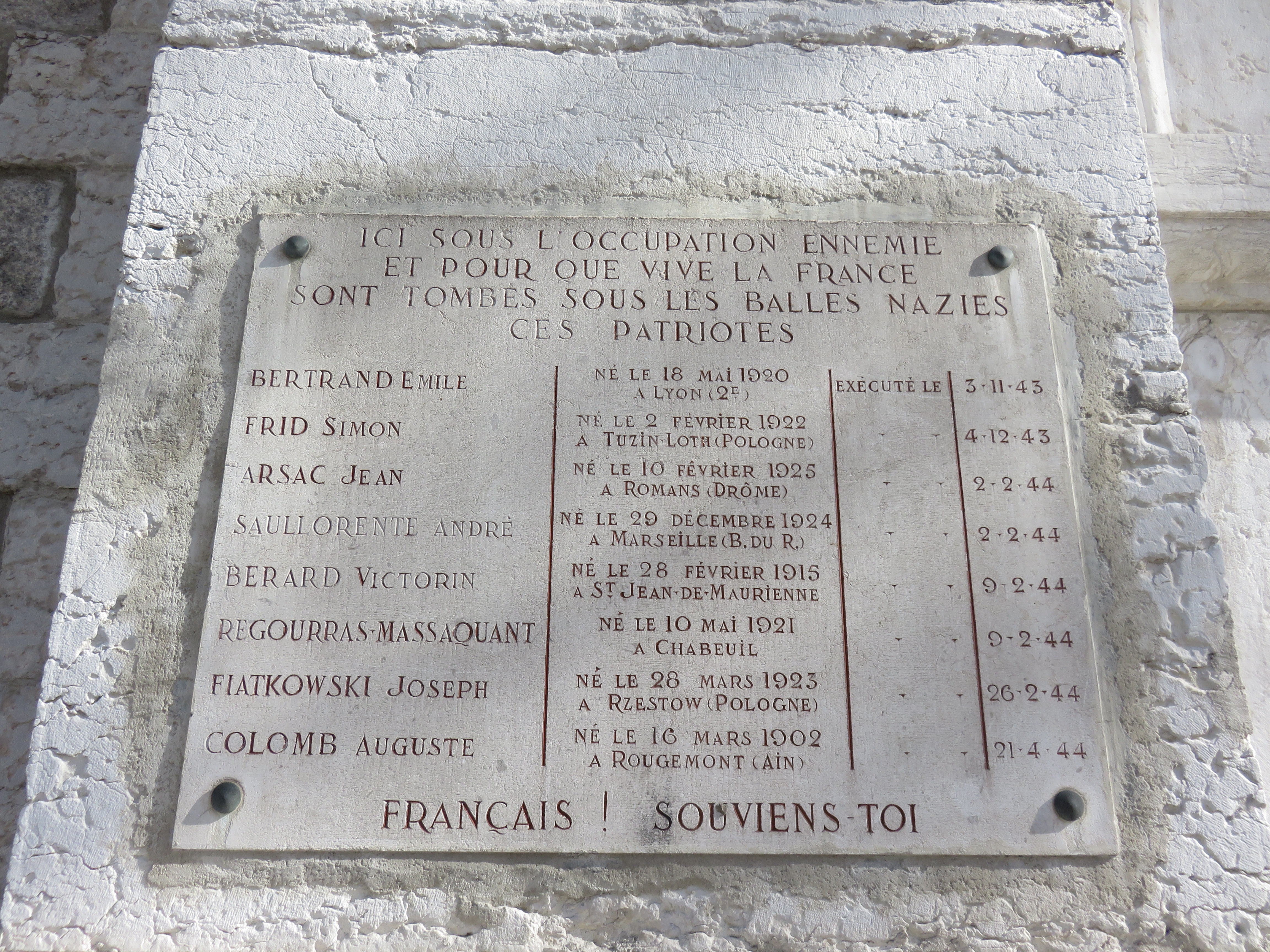

Après la guerre, à l'entrée de l'ancienne prison Saint Paul, une plaque commémorative en l'honneur d'Augustin Collomb et 7 autres résistants fusillés (Émile Bertrand, Simon Frid, etc) indiquait "tombés sous les balles nazies". En réalité, tous ces hommes ont été arrêtés, jugés et condamnés par les autorités françaises.
Pendant de nombreuses années, les familles des victimes ont demandé une nouvelle plaque rectifiant l'histoire. C'est finalement l'Université catholique, nouveau propriétaire des lieux depuis 2013, qui a pris en charge le financement d'une plaque "rectificative", fixée à la gauche de l'ancienne.